# Mariana (Naguabo)
Mariana es un barrio ubicado en el municipio de Naguabo en el estado libre asociado de Puerto Rico. En el Censo de 2010 tenía una población de 2074 habitantes y una densidad poblacional de 94,6 personas por km².

## Geografía
Mariana se encuentra ubicado en las coordenadas 18°13′35″N 65°42′24″O / 18.22639, -65.70667. Según la Oficina del Censo de los Estados Unidos, Mariana tiene una superficie total de 21.92 km², de la cual 19.56 km² corresponden a tierra firme y (10.77%) 2.36 km² es agua.

## Demografía
Según el censo de 2010, había 2074 personas residiendo en Mariana. La densidad de población era de 94,6 hab./km². De los 2074 habitantes, Mariana estaba compuesto por el 71.12% blancos, el 14.75% eran afroamericanos, el 0.19% eran amerindios, el 0.29% eran asiáticos, el 11.38% eran de otras razas y el 2.27% pertenecían a dos o más razas. Del total de la población el 99.18% eran hispanos o latinos de cualquier raza.